# Жозе Корті

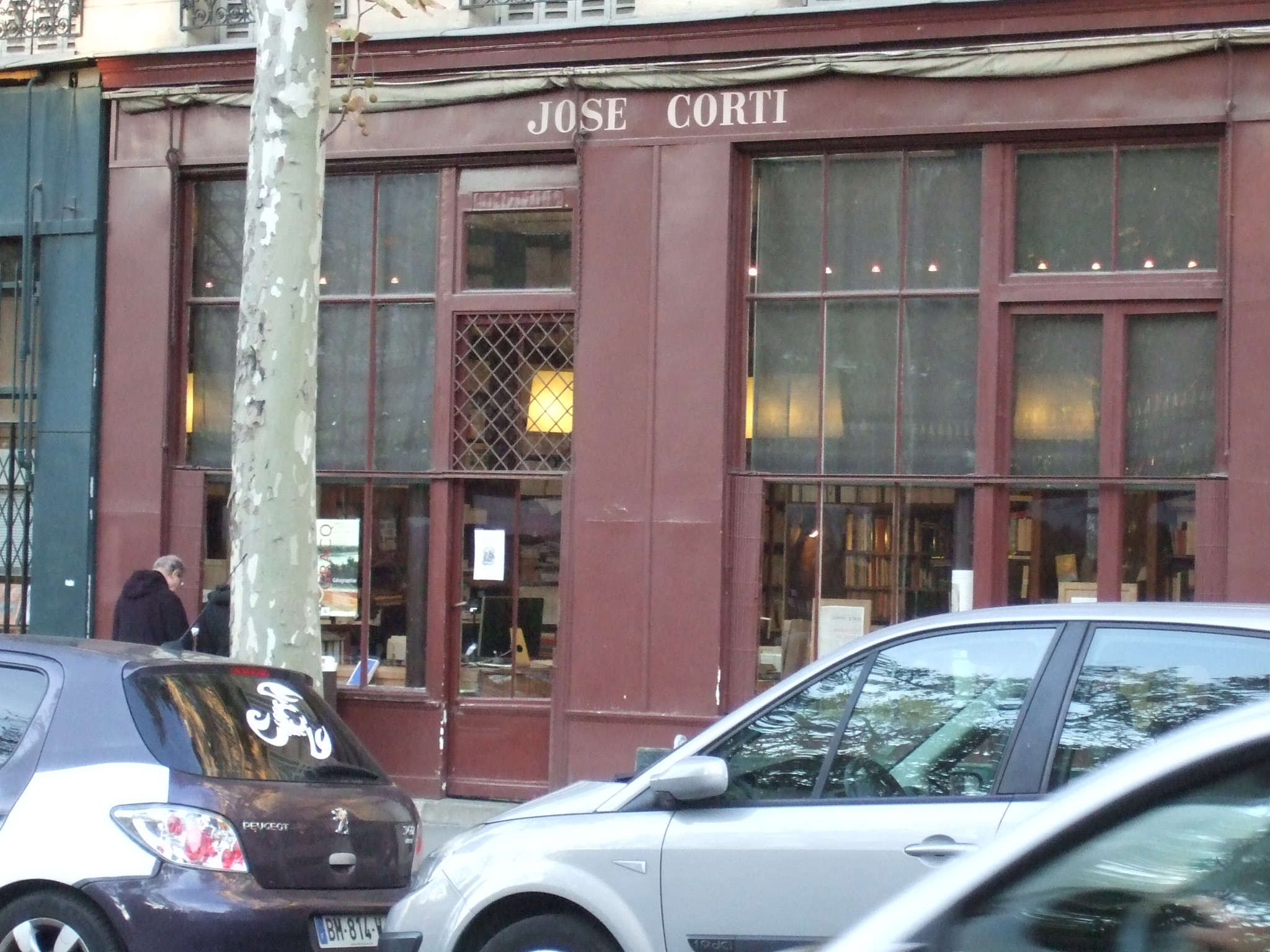
Книгарня видавництва на вулиці Медічі, 11 в Парижі

Жозе́ Корті́ (фр. José Corti) — французьке видавництво, засноване Жозе Кортікк'ято (фр. José Corticchiato — (1895—1984)), відоме публікаціями творів сюрреалізму й дадаїзму. Жульєн Ґрак — один з найвидатніших авторів цього видавництва.

## Історія
У 1925 році Жозе Кортікк'ято створює видавництво сюрреалістів (фр. Les Éditions des surréalistes), у якому друкуються твори Поля Елюара, Андре Бретона, Луї Арагона. Згодом видавництво перейменоване на «Жозе Корті». Першими його авторами стали Сальвадор Далі («Метаморфоза Нарциса») та Жульєн Ґрак (роман «У замку Арґол»). Ґастон Башляр також публікував свої твори в «Жозе Корті».
Під час Другої світової війни видавництво підтримувало Рух Опору й публікувало чимало підпільних текстів. По війні спеціалізувалося на публікації поетичних збірок та літературознавчих праць.
Девіз видавництва «Нічого спільного» (фр. Rien de commun), віддзеркалює особливий добір авторів, орієнтацію на неординарні й некомерційні тексти. Під час війни цей девіз набув протестного значення, підкреслюючи різко негативне ставлення видавництва до нацистської окупації та режиму Віші.
Видавництво публікує кілька книжкових серій, наприклад «Романтична література» або «Читаючи — пишу, пишучи — читаю» (фр. En lisant, en écrivant). Остання серія одержала назву від однойменної збірки Жульєна Ґрака й публікує літературні та культурологічні есе.